# Basznia Dolna
Basznia Dolna is een plaats in het Poolse district  Lubaczowski, woiwodschap Subkarpaten. De plaats maakt deel uit van de gemeente Lubaczów en telt 1.011 inwoners.

## Verkeer en vervoer
- Station Basznia Dolna
- Station Basznia